# La felicità coniugale
La felicità coniugale (Семейное счастье) è un film del 1969 diretto da Andrej Ivanovič Ladynin, Sergej Aleksandrovič Solov'ëv e Aleksandr Samuilovič Šejn.